# Little Nightmares II
Little Nightmares II és un videojoc de terror de plataformes i trencaclosques, desenvolupat per Tarsier Studios i va ser publicat per Bandai Namco Entertainment per a Nintendo Switch, Microsoft Windows, PlayStation 4 i Xbox one. Una versió actualitzada, titulada Little Nightmares II: Enhanced Edition, va ser desenvolupada per Supermassive Games i va sortir el 25 d’agost de 2021 per a PlayStation 5, Windows i Xbox Series X/S.
El joc va ser anunciat per primer cop a la Gamescom 2019 com una seqüela de Little Nightmares. La història, que precedeix als esdeveniments del primer joc, segueix en Mono, un nen que haurà de treballar amb la Six, la protagonista del joc anterior, per sobreviure als horrors de la Ciutat Pàl·lida i descobrir els seus foscos secrets.
Finalment, el joc va sortir l'11 de febrer de 2021.

## Argument
En Mono, un nen que porta una bossa de paper al cap, desperta d'un somni amb una morta marcada amb un ull al final d'un passadís. Viatja a través de la Terra Salvatge (the Wilderness), un bosc ombrívol, evitant les trampes que algú havia col·locat entre les fulles seques de terra, i entra en una caseta decrepita. Allibera la Six, qui era presonera del Caçador emmascarat que viu a la casa. El Caçador persegueix la parella fins que els acorrala i els nens l'acaben matant amb una escopeta.
Utilitzant la porta de bassa, en Mono i la Six naveguen a través d'una massa d'aigua i són arrossegats fins a la Ciutat Pàl·lida, la qual està envoltada de boira, pluja i amb pantalles de televisió disseminades per tot arreu.
En Mono, al llarg de l'aventura, Mono intentarà fer ús de les televisions com si fossin alguna mena de portal cap al passadís del seu somni, però la Six sempre el traurà abans que arribi a la porta. També anirà trobant ombres estàtiques de nens, que podrà absorbir quan interactua amb elles.
En Mono i la Six s'internen a la Ciutat Pàl·lida, i descobreixen que allà viuen persones hostils d'aspecte distorsionat, els anomenats Viewers. Els dos nens arriben fins a una escola, on la Six serà capturada pels rabiosos estudiants de porcellana de l'escola, els Bullies.
En Mono rescata la Six i tots dos escapen de la Mestra, un monstre amb la capacitat d'estirar el seu coll i que pretén menjar-se els nens. És quan aconsegueixen sortir de l'escola quan la Six troba el seu icònic impermeable groc, el mateix que porta en el primer joc de Little Nightmares.
La parella recorre alguns carrerons sota la pluja fins que arriben a l'hospital, on troben tot d'éssers esgarrifosos: pacients amb parts de maniquí, mans amputades que es mouen soles, i el Doctor, qui gateja pels sostres de l'edifici i ofereix atenció als "pacients" que estan als llits. En Mono condueix al Doctor fins a l'interior d'un forn crematori i aquí el jugador pot escollir: pot encendre el forn i cremar el Doctor viu, o pot simplement deixar-lo tancat a dintre.
Els nens abandonen l'hospital i s'endinsen en el cor de la Ciutat Pàl·lida. Aleshores descobreixen la Torre de Senyals, la qual emet una transmissió que controla als habitants de la ciutat, els Viewers addictes a la televisió, i els deforma a causa d'una sobreexposició al senyal.
En Mono entra novament dins un aparell de televisió i finalment arriba fins a la porta del final de passadís. L'obra i revela l'espectral figura d'un personatge alt, prim i que tapa la seva cara amb l'ombra d'un barret; l'Home Prim (The Thin Man). Quan la Six treu en Mono de la televisió, l'Home Prim els persegueix i rapta la Six amb els seus poders.
Amb l'objectiu de rescatar la seva companya, en Mono viatja per la Ciutat Pàl·lida fins que arriba a la Torre de Senyals, on tindrà un enfrontament amb l'Home Prim. En Mono descobreix que té uns poders similars als de l'Home Prim i gràcies a ells desintegra el seu enemic, dirigint el senyal de la torre cap a ell.
En Mono entra a la Torre de Senyals i, després de travessar diversos portals i portes fins a la part més alta de la torre, troba la Six convertida en un gegant deformat. El nen s'adona que la Six té la mateixa capsa de música que tenia a la cabana del Caçador i pensa que, si la destrueix, la Six tornarà a la normalitat. Però, quan ho intenta, la Six s'enfureix i l'ataca.
Al final, la Six torna en si. Tanmateix, la torre comença a tremolar i col·lapsar a causa d'una massa de carn i ulls, la qual sembla formar part de l'edifici, que envaeix l'espai. Els nens corren per fugir del lloc. En el salt que els separava d'un portal, en Mono queda penjant de les mans de la Six i la nena el traeix i el deixa caure al buit.
Sol i envoltat per la massa, en Mono s'asseu en una misteriosa i solitària cadira que hi ha allà, resignant-se al seu destí. Amb el pas del temps, el nen anirà creixent mentre és corromput lentament pel senyal de la torre fins a esdevenir l'Home Prim. Després d'aquesta revelació, la càmera es retira lentament per mostrar que en Mono adult es troba rere la porta al final del passadís.
En una escena postcrèdits desbloquejable, es veu la Six sortint d'una televisió a través del portal i es troba amb una versió seva feta d'ombra, la qual assenyala un anunci de Les Gargamelles (The Maw). Per acabar, l'estómac de la Six rugeix a causa de la fam, posant en marxa els esdeveniments que tenen lloc en el primer joc.

## Desenvolupament
En una entrevista, el productor de Little Nightmares 2, Lucas Roussel, va comentar que l'equip de desenvolupament, en l'etapa de preproducció, va considerar la possibilitat de fer el joc com un cooperatiu, però aquesta idea va ser ràpidament descartada, ja que la història no era adequada per aquest mode de joc.
Roussel també comenta que un dels desafius era com incorporar noves mecàniques mantenint les bases de l'anterior entrega, i que la idea d'utilitzar un nou personatge (en Mono) s'havia fet per emfatitzar que al món de Little Nightmares viuen més nens a part de la Six, personatge del qual volien explicar més història i que per aquest motiu van fer-la la companya d'en Mono.
El desembre de 2019, Tarsier Studios va ser adquirit per Embracer Group i el president, Andreas Johnsson, va anunciar que ja no es duran a terme més jocs de la sèrie Little Nightmares, amb l'objectiu de centrar-se a poder crear altres mons. La mesura, però, podria ser pel fet que Bandai Namco té al seu nom la propietat intel·lectual de Little Nightmares. Això voldria dir que Embracer hauria de comprar o llicenciar els drets per fer ús d'ells per futurs jocs.
De tota manera, Bandai Namco Entertainment va insinuar que podria continuar fent jocs de Little Nightmares sense la participació de Tarsier.
El maig de 2022, Tarsier Studios va compartir per Tweeter un petit vídeo per promocionar el seu nou videojoc de terror. Per la música i les imatges que es mostren en aquest, molts seguidors especulen que podria ser una tercera entrega de la saga, però sembla poc probable a causa de la separació de Tarsier Studios i Bandai Namco. No hi ha Little Nightmares 3 confirmat encara.

## Recepció
D'acord amb l'agregador de ressenyes Metacritic, Little Nightmares II va rebre generalment "crítiques favorables".
Jordan Devore, de Destructoid, va donar-li una puntuació de 8.5 sobre 10 i va escriure que "Little Nightmares II té aquesta intensitat interessant que és divertida tant de veure-la com de jugar-la."
Easy Allies, un grup independent de vídeo productors i escriptors que analitzen la indústria dels videojocs i interactuen amb la comunitat, va puntuar el joc amb un 8.5 sobre 10. Van escriure: "Little Nightmares II et porta un altre cop a aquest món tan vívidament creat, i el perill i la desesperació que et fa sentir són tan esgarrifoses com sempre".
Game Informer, una revista de videojocs nord-americana, va donar-li una puntuació de 9.25 sobre 10 i va aclamar el joc dient: "Aquesta impressionant seqüela reforça el seu antecessor amb cops emocionals i visuals inquietants que es queden amb tu".
GameRevolution va puntuar el joc amb un 7.5 sobre 10 i va escriure: "Little Nightmares 2 aconsegueix construir sobre els fonaments que l'anterior entrega va deixar penjats. Els companys de Tarsier Studio han expandit la història i el rerefons amb nous personatges i escenaris, afegint mecàniques que no compliquen l'acció, i han demostrat ser indubtablement imaginatius quan es tracta de pensar en habitants cruels d'aquest món ombrívol."
GamesRadar+ va puntuar-lo amb un 4 sobre 5 estrelles, dient: "Un increïble joc de terror que pot ser tan frustrant com brillant"
Tot i les crítiques positives, Push Square va ser més crítica. Amb una puntuació de 6 sobre 10, va comentar: "Little Nightmares II paga la pena només amb la seva direcció d'art, encara que els seus limitats controls poden ser un obstacle a vegades".

## Vendes
Al Japó, la versió per a la Nintendo Switch va ser el tercer joc més venut en la seva categoria durant la seva primera setmana de llançament (24.470 còpies). En la mateixa setmana i també al Japó, va vendre 11.163 còpies per a PlayStation 4, convertint-lo en el dissetè joc més venut en la seva categoria a la consola. En total, a la seva primera setmana va aconseguir vendre 35.633 còpies.
Al Regne Unit, va debutar en la posició número 17 i a Suïssa, la número 6 en les llistes de tots els formats.
Durant el seu primer mes, el joc va vendre un milió d'unitats en tot el món.

## Diorama Little Nightmares II
Amb motiu de l'aniversari de Little Nightmares II, Bandai Namco va decidir donar vida a un dels moments més icònics del joc en forma de diorama: l'enfrontament amb el Caçador a les Terres Salvatges.
El Caçador és el primer antagonista que apareix en aquesta segona entrega i és un dels preferits pels jugadors.
Així doncs, la figura representa aquest moment en què els tres personatges tenen la seva batalla, i va més enllà en afegir diferents punts de vista de l'escena, com el del mateix Caçador.

### Des del prototip a la versió final
L'objectiu era dissenyar una representació d'alta qualitat que pogués transmetre amb l'atmosfera intensa que l'escena transmet al joc.
La figura va fer-se de resina, material resistent i que permet tenir cura dels detalls. A més, van afegir-se llums LED per replicar les llums i ombres del videojoc original.

### Sortida
Aquest diorama va ser limitat a unes 1999 còpies que sortiria l'estiu de 2022 exclusivament per a la Bandai Namco Store.

### Altres
A més de l'anterior, Bandai Namco també va crear un segon diorama de la Six quan és transformada en un monstre per l'Home Prim.
Aquest segon diorama està igualment fet de resina i serà limitat a unes 150 còpies. Només pot ser adquirit a la Bandai Namco Store.